# Sandis Ģirģens
Sandis Ģirģens (ur. 1980) – łotewski polityk i prawnik, w latach 2019–2021 minister spraw wewnętrznych, lider partii Republika.

## Życiorys
W 2003 ukończył studia prawnicze w uczelni biznesowej Biznesa augstskola „Turība”. W 2021 uzyskał magisterium z dyplomacji na Uniwersytecie Łotwy. Pracę zawodową podjął po ukończeniu szkoły średniej pod koniec lat 90. Początkowo był urzędnikiem sądowym, później związał się z adwokaturą. W 2009 zdał egzamin zawodowy, podejmując następnie praktykę jako adwokat w Rydze.
Zaangażował się w działalność polityczną w ramach ugrupowania KPV LV. W 2018 bez powodzenia kandydował z jego listy do Sejmu, mandat poselski z ramienia tej samej partii uzyskał wówczas jego brat Kaspars Ģirģens. W styczniu 2019 Sandis Ģirģens objął urząd ministra spraw wewnętrznych, wchodząc w skład koalicyjnego rządu Artursa Krišjānisa Kariņša. Sprawował go do czerwca 2021. W sierpniu tego samego roku został współprzewodniczącym nowej partii Republika. Od lutego 2022 samodzielny przewodniczący tej formacji (po odejściu z niej Vjačeslavsa Dombrovskisa).